# Julien Raimond
Julien Raimond, né en 1744 à Bainet, dans le Sud de l'île de Saint-Domingue (aujourd'hui département du Sud-Est d'Haïti), et mort en 1801, est un homme politique et essayiste politique français, engagé dans la lutte pour les droits des gens de couleur (noirs et métis, qu'ils soient libres ou esclaves) durant les révolutions française et haïtienne.

## Biographie

### Propriétaire terrien
Né à Bainet le 16 octobre 1744, huitième d'une famille qui comptait douze enfants. « De haute taille, cheveux noirs », il est le fils de Pierre Raimond, un engagé[réf. nécessaire] natif de Buanes, dans le Tursan (Landes), mort riche âgé de 80 ans le 19 juin 1772 à Aquin (sud de Saint-Domingue), et de Marie Bégasse, riche femme de couleur, unis en légitime mariage en 1726. Embarqué à Bordeaux le 29 août 1763, à 19 ans, avec son frère François et son cousin Barthélémy Vincent, après des études à Toulouse, il achète en 1773, après un premier mariage avec sa cousine Marie-Marthe Vincent en 1771, une grande propriété à Aquin, dans le sud de l’île. Mulâtre libre, il est alors un « maître », mais conscient des réalités coloniales et victime de la politique raciale en vigueur dans l'île. Depuis 1771, la loi coloniale reconnaît en effet la « différence de nature entre les Blancs et les Noirs », et institue que les libres de couleur sont des étrangers sans droits politiques. C'est le « préjugé de couleur », contre lequel Raimond entend combattre.
En 1782, il épouse en secondes noces Françoise Dasmard-Challe, femme de couleur libre, fille naturelle de Pierre Dasmart, riche planteur d'Aquin et de son esclave Julie, et veuve de l'émigrant rochelais Jacques Challe — avec qui elle avait eu trois enfants — qui s'était retiré dans l'opulence à La Rochelle. Françoise Dasmard-Challe apporte dans la corbeille de noce une plantation de 172 500 livres et des biens dans la région de Mauzé (Deux-Sèvres), dont la seigneurie de La Poussarderie, estimée 115 000 livres.

### Au service des «gens de couleurs»
Sa situation de fortune et sa modération firent de Julien Raimond, dès 1783, le porte-parole et le chef de file des Hommes de couleur, notamment pour la collecte de leur contribution à un vaisseau offert au Roi. Encouragé par les défenseurs des droits des noirs et des Hommes de couleur libres, au premier rang desquels Charles Rosalie de Rohan-Chabot, comte de Jarnac, et plus tard Brissot et ses amis, Raimond remet en 1784 au gouverneur général de Bellecombe, qui le soutient, un rapport contre le préjugé de couleur et en faveur de l'égalité des droits avec les Blancs.
Il s'embarque la même année pour la France, accompagné de sa femme, pour rencontrer le ministre de la marine et des colonies de Louis XVI, Charles de la Croix, marquis de Castries. Il lui remet son rapport et étudie avec lui les moyens d'œuvrer à l'égalité civique des Libres de couleur et des Blancs. Castries promulgue, avec le soutien de Louis XVI, des réformes adoucissant le sort des esclaves et passe même des instructions pour leur libération en Guyane, mais cette politique ne peut aboutir avant son départ du ministère en août 1787. Dans la colonie, le gouverneur de Saint-Domingue, La Luzerne, qui avait accueilli les vues de Julien Raimond avec quelque faveur, maintient cependant une ligne politique en faveur des colons, ce qui renforce leur position. Julien Raimond décide alors de rester en France quand éclate la Révolution française.
Son rapport lui sert alors à rédiger le mémoire qu'il présentera à la Constituante en 1791 et intitulé Observations sur l'origine et le progrès du préjugé des colons blancs contre les hommes de couleur. Il estime que la colonie de Saint-Domingue est passée par trois grandes époques : lors des deux premiers âges, les gens de couleur libres n'étaient victimes d'aucun préjugé, lequel ne s'établit véritablement qu'à partir des années 1740, quand le nombre de colons s'est multiplié pour tirer profit des richesses de l'île.

### Porte-parole des anti-esclavagistes
En octobre 1789, il rejoint la Société des Colons Américains résidant à Paris créée par Vincent Ogé, qui avait déposé à la Constituante un cahier de doléances réclamant l'égalité des droits entre les propriétaires blancs et de couleur. Raimond infléchit la position du mouvement, estimant que les revendications sociales doivent l'emporter et que l'esclavage devait être aboli. Ardent défenseur de la Déclaration des droits de l'homme et du citoyen de 1789, il se lie avec l'abbé Grégoire. C'est lui qui informe le club des Jacobins des brutalités coloniales et des opérations menées par les partisans de l'esclavage, en particulier par le député du Dauphiné, Antoine Barnave, qui prétend soutenir les idéaux de la Révolution mais manœuvre en faveur des colons. Il réussit alors à rallier à sa cause Brissot et les Amis des Noirs.
En mai 1791, l'Assemblée n'abolit pas l'esclavage mais le constitutionnalise tout en reconnaissant l'égalité en droit aux Libres de couleur nés de père et de mère libres. Cette mesure est annulée quatre mois plus tard après des débats houleux pendant lesquels Raimond apparaît comme le porte-parole des Libres de couleur.
En 1792, Julien Raimond est consulté par les commissaires Polverel et Sonthonax qui doivent s'embarquer pour Saint-Domingue, où la guerre civile a éclaté en août 1791, pour réprimer l'insurrection des esclaves et rétablir les droits des libres de couleur. Il leur fournit une quantité de détails sur les forces en présence et leur recommande ses amis qui luttent pour le rapprochement de tous les noirs et les mulâtres, libres et esclaves.
En juin 1793, il mène la délégation de la Société des citoyens de couleur à la Convention nationale qui demande un décret abolissant l'esclavage. En septembre 1793, il est emprisonné à la suite de dénonciations auprès du comité de sûreté générale de deux colons esclavagistes Page et Brulley qui trouvent souvent bonne écoute auprès d'Amar. Mais en l'an II le comité de salut public rapporte régulièrement sa comparution devant le tribunal révolutionnaire. Après une première abolition obtenue sur le terrain au Cap-Français le 29 août 1793 sous la pression des esclaves insurgés, il faudra encore attendre février 1794, et l'intervention de représentants de Saint-Domingue à la Convention, pour que soit « aboli l'esclavage des nègres dans toutes les colonies ». Le 5 vendémiaire an III (26 septembre 1794) des hommes de couleur et antiesclavagistes blancs se mobilisent pour le faire libérer et maintenir la loi du 19 ventôse an II-9 mars 1794 internant les colons esclavagistes.
Le 24 floréal an III (13 mai 1795), la Convention nationale prend un décret qui stipule « qu'il n'y a pas lieu à inculpation contre Julien Raimond ».

### Retour en Haïti
Raimond retourne deux fois à Saint-Domingue. D'abord avec Sonthonax, en mai 1796, en qualité de commissaire du gouvernement révolutionnaire chargé de réorganiser les plantations après l'abolition de l'esclavage. Puis en juin 1800, époque à laquelle il rejoint Toussaint Louverture avec lequel il collabore à la rédaction de la constitution de Saint-Domingue en 1801. Il meurt peu après sa promulgation, la même année.

## Sources

### Œuvres de Julien Raimond
- 1790: 
  - Julien Raimond. - Réflexions sur les véritables causes des troubles et des désastres de nos colonies[4].
  - Julien Raimond. - Réclamations adressées à L’Assemblée Nationale par des personnes de couleur Propriétaires & Cultivateurs de la Colonie Française de Saint Domingue[5].
- 1791: 
  - Julien Raimond. - Réponse aux considérations de M. Moreau, dit Saint-Méry sur les colonies[6].
  - Julien Raimond, Observations sur l’origine et les progrès du préjugé des colons blancs contre les hommes de couleur : Sur les inconvénients de le perpétuer; la nécessité, la facilité de le détruire; sur le projet du Comité colonial, etc., Paris, 26 janvier 1791 (BNF 31172691)[7].
  - Julien Raimond. - Observations sur l'échange du Comté de Sancerre[8].
  - Julien Raimond, Perrier (aîné).- Première lettre écrite dans la partie de l'Ouest. Sur leurs démarches pour faire maintenir le décret du 15 mai 1791 en faveur des hommes de couleur[9].
- An II : Julien Raimond. - Lettres de J. Raimond à ses frères les hommes de couleur[10].
- An II : Julien Raimond. - Correspondance de Julien Raimond avec ses frères, de Saint-Domingue, et les pièces qui lui ont été adressés par eux[11].
- An II : Julien Raimond. - Lettres de J. Raimond, à ses frères les hommes de couleur… et comparaison des originaux de sa correspondance avec les extraits perfides qu'en ont fait MM. Page et Brulley, dans un libelle intitulé : « Développement des causes, des troubles, et des désastres des colonies françaises »[12].
- 1793 : Julien Raimond. - Lettre au citoyen D***, député à la Convention nationale, par Julien Raymond, colon de Saint-Domingue, sur l'état des divers partis de cette colonie, et sur le caractère des déportés, Paris, 1793[13].
- 1793 : Julien Raimond & Citoyens de couleur. - Mémoire sur les causes des troubles et des désastres de la colonie de Saint-Domingue, présenté aux Comités de marine et des colonies par les citoyens de couleur. Rédigé par l'un d'eux J. Raimond[14].
- 1793 : Julien Raimond. - Mémoire sur les causes des troubles et des désastres de la colonie de Saint-Domingue, présenté aux comités de marine et des colonies dans les premiers jours de juin dernier, par les citoyens de couleur, d'après l'invitation qui leur en avait été faite par les comités réédité par l'un d'eux[15].
- 1794 : Julien Raimond. - Preuves complètes et matérielles du projet des colons pour mener les colonies à l'indépendance, tirées de leurs propres écrits ; ouvrage présenté à la commission des colonies, par J. Raimond, et dans lequel on reconnaîtra la cause et l'origine des malheurs de Saint-Domingue. Paris : Impr. de L'Union, an III[16].
- 1795 : Julien Raimond. - Lettres d'un citoyen détenu pendant quatorze mois, et traduit au Tribunal révolutionnaire, au citoyen C. B***, représentant du peuple, en réponse sur une question importante. À l'occasion des événements de St. Domingue. Signé : J. Raimond 17 thermidor an 3 III (4 août 1795, Paris : Impr. de l'Union, an III[17].
- An III : Julien Raimond. - Lettre d'un citoyen détenu pendant quatorze mois et traduit au Tribunal révolutionnaire, au citoyen C. B***, représentant du peuple, en réponse sur une question importante. Si tous les colons blancs sont responsables des malheurs de St Domingue[18].
- An III : Julien Raimond. - Preuves complettes et matérielles du projet des colons pour mener les colonies à l'indépendance, tirées de leurs propres écrits ; ouvrage présenté à la Commission des colonies, par J. Raimond, et dans lequel on reconnaîtra la cause et l'origine des malheurs de Saint-Domingue[19].
- 1797 : Julien Raimond. - Rapport de Julien Raimond, commissaire délégué par le Gouvernement français aux Isles-sous-le-vent, au Ministre de la Marine. - Au Cap Français, P. Roux, 1797[20].